# The United States of America (album)

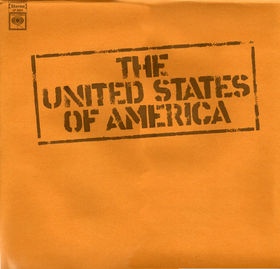
The United States of America (album)

The United States of America est l'unique album du groupe éponyme, sorti en 1968.

## L'album
Il atteint la 181e place du Billboard 200 et fait partie des 1001 albums qu'il faut avoir écoutés dans sa vie. 

### Titres
Tous les titres sont de Joseph Byrd et Dorothy Moskowitz, sauf mentions. 

#### Face A
1. The American Metaphysical Circus (4:56)
2. Hard Coming Love (en) (4:41)
3. Cloud Song (3:18)
4. The Garden of Earthly Delights (2:39)
5. I Won't Leave My Wooden Wife for You, Sugar (3:51)

#### Face B
1. Where Is Yesterday (Gordon Marron, Ed Bogas, Moskowitz) (3:08)
2. Coming Down (2:37)
3. Love Song for the Dead Che (Byrd) (3:25)
4. Stranded in Time (Marron, Bogas) (1:49)
5. The American Way of Love (6:38)
  1. Metaphor for an Older Man (Byrd)
  2. California Good time Music (Byrd)
  3. Love Is All (Byrd, Moskowitz, Rand Forbes, Craig Woodson, Marron)

### Musiciens
- Joseph Byrd : musique électronique, clavecin électronique, orgue, calliope, piano, chant
- Dorothy Moskowitz : chant
- Gordon Marron : violon électrique, ring modulator, chant sur Where is Yesterday et Stranded in Time
- Rand Forbes : basse électrique
- Craig Woodson : batterie électrique, percussions
- Ed Bogas : orgue, piano, calliope